# Quiíndy
Quiíndy – miasto w departamencie Paraguarí, w Paragwaju. Według danych na rok 2020 miasto zamieszkiwały 21733 osoby, a gęstość zaludnienia wyniosła 32,89 os./km².

## Demografia
Ludność historyczna:
| Rok                         | 2000  | 2005  | 2010  | 2015  | 2020  |
| --------------------------- | ----- | ----- | ----- | ----- | ----- |
| Ludność                     | 19512 | 20024 | 20536 | 21112 | 21733 |
| Gęstość zaludnienia os./km² | 29,5  | 30,3  | 31    | 31,9  | 32,8  |

Ludność według grup wiekowych na rok 2020:
| Wiek                                | 0–9 lat | 10–19 lat | 20–29 lat | 30–39 lat | 40–49 lat | 50–59 lat | 60–69 lat | 70–79 lat | 80+ lat |
| ----------------------------------- | ------- | --------- | --------- | --------- | --------- | --------- | --------- | --------- | ------- |
| Liczba osób w danej grupie wiekowej | 3830    | 3890      | 3746      | 3295      | 2095      | 1891      | 1573      | 918       | 496     |

Struktura płci na rok 2020:
| Płeć                         | Mężczyźni | Kobiety |
| ---------------------------- | --------- | ------- |
| Liczba osób w danej płci     | 11113     | 10620   |
| Liczba osób w danej płci w % | 51,1      | 48,9    |

## Klimat

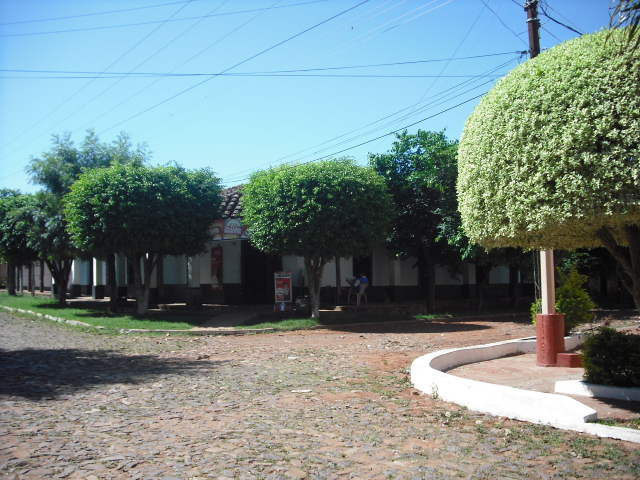
Domki w Quiindy

Klimat jest wilgotny i subtropikalny. Średnia temperatura powietrza wynosi 22 °C. Najcieplejszym miesiącem jest styczeń (26 °C), a najzimniejszym jest lipiec (16 °C). Średnie opady wynoszą 1878 milimetrów rocznie. Najbardziej wilgotnym miesiącem jest kwiecień (338 milimetrów opadów deszczu), a najbardziej suchy jest sierpień – 79 milimetrów.

## Infrastruktura
Przez miasto przebiega Droga krajowa nr PY01, która łączy Quiíndy ze stolicą kraju Asuncion.